# Пряма Стіна
21°40′ пд. ш. 7°42′ зх. д. / 21.67° пд. ш. 7.7° зх. д.
Пряма Стіна (лат. Rupes Recta) — лінійний уступ на Місяці, у південно-східній частині Моря Хмар (22°06′ пд. ш. 7°48′ зх. д. / 22.1° пд. ш. 7.8° зх. д.). Латинська назва уступу означає «Пряма скеля», але його передають як «Пряма Стіна». Це найкращий приклад скиду на Місяці та популярний об'єкт спостереження астрономів-аматорів.
Пряму Стіну відкрив у 1686 році Християн Гюйгенс, проте його спостереження були опубліковані лише через два століття, і об'єкт здобув популярність лише після повторного відкриття Йоганном Шретером у 1791 році. Назва «Пряма Стіна» (англ. Straight Wall) з'явилося не пізніше 1870-х років, коли його використовував на своїй мапі Вільям Берт.

## Опис

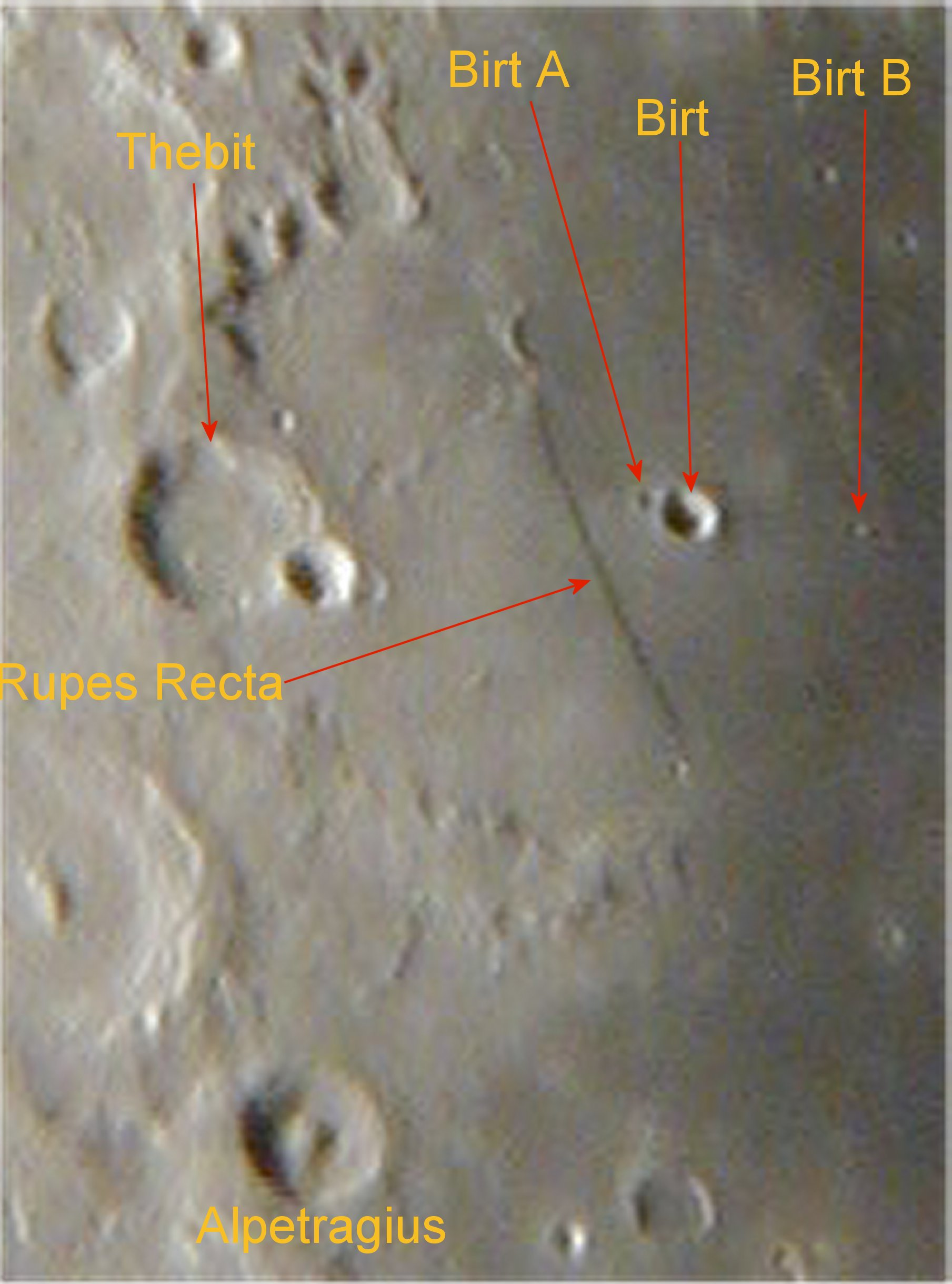
Знято на цифрову камеру Olympus із використанням 4,5-дюймового телескопа. Оскільки це вигляд у телескоп, зображення перевернуте

Стіна має довжину 120 км, типову ширину 2-3 км і висоту 240—300 м. Таким чином, насправді її ухил відносно невеликий. При освітленні з протилежного боку вона, навпаки, виглядає яскравою, а за високого Сонця її майже не видно.

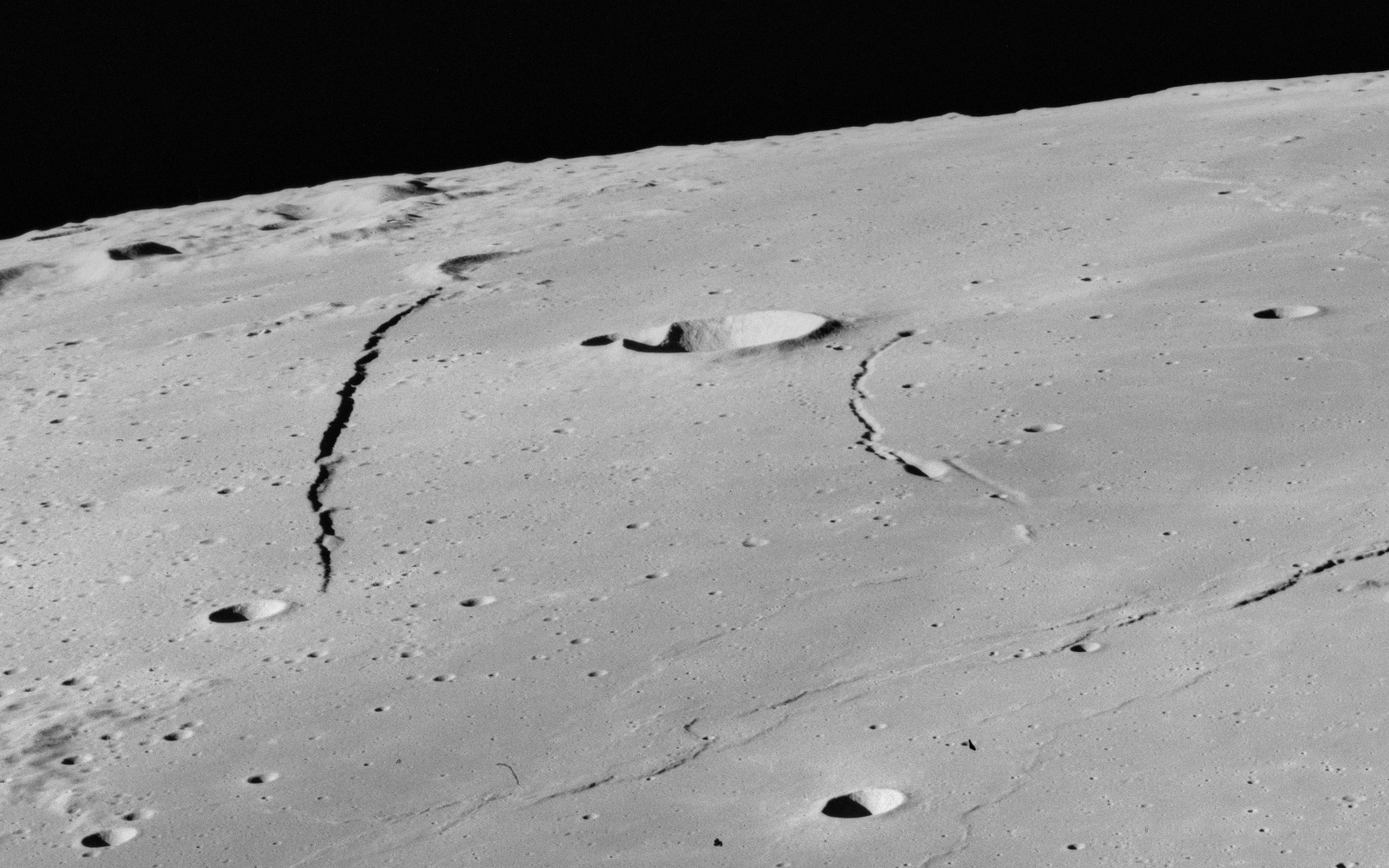
Фото Прямої Стіни збоку (ліворуч), кратера Берт (у центрі) та борозни Берта (праворуч), зроблений з «Аполлона-16»

Приблизно на 8-й день після молодика, коли Сонце освітлює Пряму Стіну під косим кутом, вона відкидає широку тінь, яка надає їй вигляду крутого урвища.
На південному краю Стіни є група пагорбів, відома як «Оленячий Ріг» (англ. Stag's Horn). Християн Гюйгенс порівнював їх із ефесом меча, «клинком» якого є сама Стіна. Офіційної (затвердженої МАС) назви у цих пагорбів немає.
На захід від Стіни розташований кратер Берт діаметром близько 17 км і борозна Берта (Rima Birt). На північному сході — кратер Альпетрагіус, а на сході — Табіт.

## Формування
Пряма Стіна з'явилася під час опускання поверхні Моря Хмар з її західного боку, але деталі цього процесу залишаються невідомими. Були висловлені припущення про просідання морських базальтів під дією власної ваги (можливо, полегшеному стовпчастою окремістю), про вплив удару, що утворив басейн Моря Дощів, або можливий підйом речовини мантії під Океаном Бур, а також інші гіпотези. Моделювання 2013 року, засноване на рельєфі уступу, показало, що зсув порід спостерігається до глибини близько 42 км, а його максимальна величина становить близько 400 м.